# Campoplex anomolus
Campoplex anomolus är en stekelart som beskrevs av Johann Ludwig Christian Gravenhorst 1829. Campoplex anomolus ingår i släktet Campoplex och familjen brokparasitsteklar. Inga underarter finns listade.